# Anita Lane
Anita Lane, född 18 mars 1960 i Melbourne, Australien, död i april 2021 i Melbourne, var en australisk sångerska och låtskrivare.
Lane lärde känna Rowland S. Howard och via honom även Nick Cave, som en tid var hennes pojkvän. I början av åttiotalet flyttade hon till London, där hon bland annat skrev låtar åt The Birthday Party. 
1983 startade bandet Nick Cave & The Bad Seeds. Lane var redan då medlem i bandet, men endast som låtskrivare. Först i samband med Murder Ballads spelade hon in låtar med NC&TBS.
Lane har samarbetat, ibland enbart som låtskrivare, ibland även som sångerska, med bland andra Einstürzende Neubauten, Mick Harvey, Barry Adamson, Die Haut och Gudrun Gut. Hon har även spelat in flera album som soloartist. 
Lane bodde i Byron Bay i Australien med sina barn.